# Blepephaeus varius
Blepephaeus varius är en skalbaggsart som beskrevs av Heller 1898. Blepephaeus varius ingår i släktet Blepephaeus och familjen långhorningar.
Artens utbredningsområde är Sulawesi. Inga underarter finns listade.